# لیانا جوجوا
لیانا جوجوا (انگلیسی: Liana Jojua؛ زادهٔ ۲۲ مارس ۱۹۹۵) ورزشکار هنرهای رزمی ترکیبی اهل گرجستان است. وی از سال ۲۰۱۵ میلادی تاکنون مشغول فعالیت بوده‌است.